# Isla Sau
La Isla Sau es una isla ubicada en el archipiélago de las Islas Green, Papúa Nueva Guinea.